# Gerd Schwerhoff

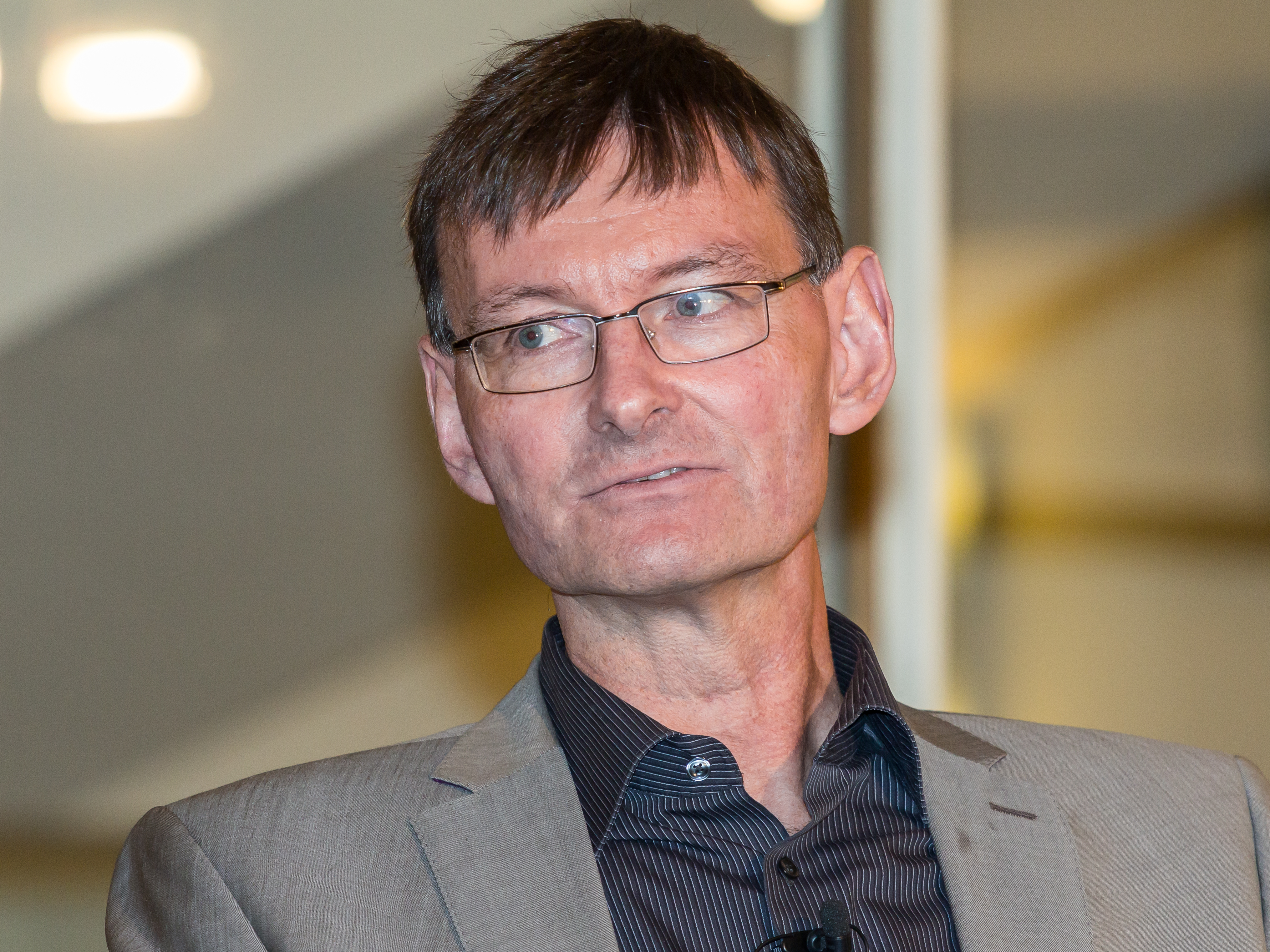
Gerd Schwerhoff, 2016

Gerd Schwerhoff, eigentlich Gerhard Schwerhoff, (* 26. Dezember 1957 in Köln) ist ein deutscher Historiker, der eine Professur für Geschichte der Frühen Neuzeit an der TU Dresden innehat. Er ist einer der führenden deutschen Kriminalitätshistoriker.

## Leben und Wirken
Gerd Schwerhoff studierte Geschichtswissenschaft, Soziologie und Pädagogik an der Universität zu Köln und der Universität Bielefeld. Nach seinem Magisterabschluss 1984 arbeitete er zunächst als Wissenschaftlicher Mitarbeiter am Lehrstuhl für Mittelalterliche Geschichte und später im Rahmen des Sonderforschungsbereichs 177 „Sozialgeschichte des neuzeitlichen Bürgertums. Deutschland im internationalen Vergleich“ der DFG an der Universität Bielefeld.
Im Jahr 1989 erfolgte seine Promotion mit einer von Klaus Schreiner betreuten Arbeit zur Kriminalitätsgeschichte der Stadt Köln. Die Arbeit wurde mit einem Förderpreis der Westfälisch-Lippischen Universitätsgesellschaft und mit dem August-Sutter-Preis 1990 ausgezeichnet. Bis 1997 war Schwerhoff als Wissenschaftlicher Assistent bzw. wissenschaftlicher Mitarbeiter in der Abteilung „Mittelalter/Frühe Neuzeit“ an der Fakultät für Geschichtswissenschaft und Philosophie der Universität Bielefeld beschäftigt, bevor er sich 1997 habilitierte und seine Lehrberechtigung für Mittlere und Neuere Geschichte erhielt. Als Vertreter eines Lehrstuhls lehrte Schwerhoff im Wintersemester 1997/98 an der Universität Bielefeld und im Sommersemester 1998 an der Universität zu Köln. Vom Herbst 1998 bis Frühjahr 2000 war er Heisenberg-Stipendiat der DFG in Bielefeld. Von April 2000 bis März 2024 hatte Schwerhoff die Professur für Geschichte der Frühen Neuzeit an der Technischen Universität Dresden inne. Eine Berufung an die Universität Hamburg lehnte er 2003 ab. Seit dem 1. April 2024 ist er Seniorprofessor an der TU Dresden.
In seinen Forschungen beschäftigt sich Schwerhoff hauptsächlich mit der Geschichte der Kriminalität und des abweichenden Verhaltens, der Geschichte der Hexerei und der Hexenverfolgung. Schwerhoff legte die erste Einführung in die Historische Kriminalitätsforschung vor. Eine umfassende Überarbeitung davon erschien 2011. Weiterhin arbeitet er zur Religionsgeschichte und zur Geschichte der Stadt in Mittelalter und Früher Neuzeit.
Schwerhoff war Mitglied und ab 2002 Sprecher des Internationalen Graduiertenkollegs 625 „Institutionelle Ordnungen, Schrift und Symbole / Ordres institutionels, ecrit et symboles“ an der EPHE, Paris und der TU Dresden. Er wirkte als Teilprojektleiter in den Sonderforschungsbereichen 537 („Institutionalität und Geschichtlichkeit“) und 804 („Transzendenz und Gemeinsinn“). Von Juli 2017 bis Juni 2022 war er Sprecher und Teilprojektleiter im Dresdner Sonderforschungsbereich 1285: „Invektivität. Konstellationen und Dynamiken der Herabsetzung“. Dem Hochschulrat der TU Dresden gehört er seit 2015 an.

## Schriften
Monographien
- Köln im Kreuzverhör. Kriminalität, Herrschaft und Gesellschaft in einer frühneuzeitlichen Stadt. Bouvier, Bonn u. a. 1991, ISBN 3-416-02332-3 (Zugleich: Bielefeld, Universität, Dissertation, 1989, PDF; 42,6 MB (Memento vom 9. Juni 2007 im Internet Archive)).
- Gott und die Welt herausfordern. Theologische Konstruktion, rechtliche Bekämpfung und soziale Praxis der Blasphemie vom 13. bis zum Beginn des 17. Jahrhunderts. Habil.-Schrift, Bielefeld 1997 (urn:nbn:de:hbz:361-6171).
- Aktenkundig und gerichtsnotorisch. Einführung in die historische Kriminalitätsforschung. Edition diskord, Tübingen 1999, ISBN 3-89295-668-5.
- Die Inquisition. Ketzerverfolgung in Mittelalter und Neuzeit. Beck, München 2004, ISBN 3-406-50840-5 (3. Auflage. 2009).
- Zungen wie Schwerter. Blasphemie in alteuropäischen Gesellschaften (1200–1650). UVK, Konstanz 2005, ISBN 3-89669-716-1.
- Historische Kriminalitätsforschung. Campus, Frankfurt am Main u. a. 2011, ISBN 978-3-593-39309-4.
- Köln im Ancien Régime 1686–1794. (= Geschichte der Stadt Köln. Band 7). Greven, Köln 2017, ISBN 978-3-7743-0450-5.
- Verfluchte Götter. Die Geschichte der Blasphemie. S. Fischer, Frankfurt am Main 2021, ISBN 978-3-10-397454-6.
- Auf dem Weg zum Bauernkrieg. Unruhen und Revolten am Beginn des 16. Jahrhunderts. UVK, Tübingen 2024, ISBN 978-3-381-12181-6.
- Der Bauernkrieg. Geschichte einer wilden Handlung. C.H. Beck Verlag, München 2024, ISBN  978-3-406-82180-6.

Herausgeberschaften
- mit Andreas Blauert: Mit den Waffen der Justiz. Zur Kriminalitätsgeschichte des späten Mittelalters und der frühen Neuzeit. Fischer, Frankfurt am Main 1993, ISBN 3-596-11571-X.
- mit Klaus Schreiner: Verletzte Ehre. Ehrkonflikte in Gesellschaften des Mittelalters und der frühen Neuzeit. Böhlau, Köln/Weimar/Wien 1995, ISBN 3-412-09095-6.
- mit Georg Mölich: Köln als Kommunikationszentrum. Studien zur frühneuzeitlichen Stadtgeschichte. DuMont, Köln 2000, ISBN 3-7701-5008-2.
- mit Andreas Blauert: Kriminalitätsgeschichte. Beiträge zur Sozial- und Kulturgeschichte der Vormoderne. UVK, Konstanz 2000, ISBN 3-87940-688-X.
- mit Susanne Rau: Zwischen Gotteshaus und Taverne. Öffentliche Räume in Spätmittelalter und Früher Neuzeit. Böhlau, Köln/Weimar/Wien 2004, ISBN 3-412-13203-9.
- mit Renate Dürr: Kirchen, Märkte und Tavernen. Erfahrungs- und Handlungsräume in der frühen Neuzeit. Klostermann, Frankfurt am Main 2005, ISBN 3-465-03413-9.
- mit Susanne Rau: Topographien des Sakralen. Religion und Raumordnung in der Vormoderne. Dölling und Galitz, München/Hamburg 2008, ISBN 978-3-937904-74-0.
- mit Rebekka Habermas: Verbrechen im Blick. Perspektiven der neuzeitlichen Kriminalitätsgeschichte. Campus, Frankfurt am Main/New York 2009, ISBN 978-3-593-38932-5.
- mit Ulrike Ludwig und Barbara Krug-Richter: Das Duell. Ehrenkämpfe vom Mittelalter bis zur Moderne. UVK, Konstanz 2012, ISBN 978-3-86764-319-1.
- mit Albrecht Burkhardt: Tribunal der Barbaren. Deutschland und die Inquisition in der Frühen Neuzeit. UVK, Konstanz 2012, ISBN 978-3-86764-371-9.
- mit Alexander Kästner: Göttlicher Zorn und menschliches Maß. Religiöse Devianz in frühneuzeitlichen Stadtgemeinschaften. UVK, Konstanz 2013, ISBN 978-3-86764-404-4.
- mit Eric Piltz: Gottlosigkeit und Eigensinn. Religiöse Devianz im konfessionellen Zeitalter. Duncker & Humblot, Berlin 2015, ISBN 978-3-428-14481-5.